# Ou bien... ou bien
 (juillet 2014).
- Si vous ne connaissez pas le sujet, laissez ce bandeau (vous pouvez alors contacter les auteurs).
- Si vous supprimez le contenu mis en cause (vous pouvez préalablement contacter les auteurs),

argumentez précisément cette suppression dans la page de discussion
(un manque de référence n'est pas un argument ; une recherche réelle de référence doit avoir été effectuée, être formellement documentée).
Ou bien… ou bien (en danois : Enten-eller), parfois traduit sous le titre L'Alternative, est un ouvrage de Søren Kierkegaard (sous le pseudonyme de Victor Eremita) publié pour la première fois en deux volumes en 1843.
Il s'agit d'un ensemble de textes précédé d'une longue préface et organisé en deux parties. Selon Victor Eremita (alias Søren Kierkegaard), qui se présente comme un prêtre, ce matériel - qu'il décrit comme deux liasses de papiers provenant de divers auteurs -, aurait été trouvé tout à fait par hasard.
- Première partie

- - Préface
  - Diapsalmata
  - Les stades immédiats de l'Éros
  - Le reflet du tragique ancien dans le tragique moderne
  - Silhouettes
  - Le plus malheureux
  - Les premières amours
  - La culture alternée
  - Journal du séducteur.

- Deuxième partie :
  - La valeur esthétique du mariage
  - L'équilibre de l'esthétique et de l'éthique dans la formation de la personnalité

Dans cet ouvrage, Søren Kierkegaard présente essentiellement l'alternative entre le style de vie esthétique et la vie éthique. Il relève d'un « choix » personnel de tout un chacun de décider quelle vie il veut mener : « ou bien » celle de l'esthète « ou bien » celle de l'éthicien.
Selon cette double structure, l'ouvrage se compose de deux parties essentielles dont la première présente, par le moyen de plusieurs écrits, dont le Journal du séducteur bien connu, la vie esthétique ; la deuxième partie présente la vie éthique.
L'esthète, représenté par les figures du séducteur, du Don Juan, est celui qui vit sa vie dans l'immédiateté : il est ce qu'il est immédiatement ; sa vie est régie par le désir. Ainsi, on peut penser que toute personne, en tout cas au début de sa vie, s'est trouvé dans un stade esthétique.
L'éthicien par contre a fait un choix : prenant conscience de sa validité en tant qu'individu et comprenant sa responsabilité envers lui-même, il a décidé de vouloir réaliser le général ou plutôt de se réaliser comme individu dans le général. Il n'a pas besoin, comme l'esthète, d'être quelqu'un d'extraordinaire ou d'être totalement indépendant. Les vertus pratiques qu'il loue sont le travail, le mariage, l'amitié.
Bien qu'à la lecture le stade éthique apparaisse préférable au stade esthétique par son refus de faire de l'homme l'esclave de ses désirs, la vie de l'éthicien, par contraste avec celle de l'esthète, peut paraître ennuyeuse ou répétitive et par là, perd un peu de son attrait.
Pour Søren Kierkegaard, il existe un troisième « ou bien », à savoir la vie religieuse. Cet ouvrage ne présente pas les deux stades de vie comme le véritable but à réaliser, et on peut y voir une référence indirecte à ce troisième stade (qui serait l'alternative aux précédents) ; Kierkegaard, comme si souvent, laisse la décision au lecteur, se contentant de le laisser deviner en terminant son œuvre par une section intitulée « Ultimatum », où le lecteur est initié par le sermon d'un homme d'église à l'idée qu'a l'auteur de la passion humaine.

## Inscription de la problématique dans la philosophie kierkegaardienne
Afin d'éviter un contre-sens hélas courant dans l'interprétation de la philosophie de Kierkegaard (et qui tient en grande partie au choix que semble, de façon trompeuse, impliquer la dualité esthétique/éthique), il est indispensable d'intégrer cette œuvre dans la somme de l'auteur dans une optique chronologique.
En effet, en dépit, à la fois de l'illusion d'une alternative (« Ou bien… ou bien »), et de la notion de morale (qui, naturellement, inclinerait plutôt à se représenter l'idée d'un choix moral, et donc d'une liberté dans la décision de son mode d'existence - esthétique ou éthique), la philosophie de Kierkegaard est celle d'un déterminisme de l'histoire personnelle, où les modes d'être (esthétique, éthique, religieux) sont des étapes imposées du cheminement de l'âme au cours de la vie et non pas des alternatives décidables.
Autrement dit : l'on vit, par défaut, esthétiquement ab initio, puis ce stade esthétique s'épuise comme il se développe. Arrivé à son aporie, arrivé au moment où ce mode d'être ne lui apporte plus la maîtrise suffisante sur son existence, l'individu perd définitivement sa capacité à mener son existence au travers du sentiment (aesthesis en grec ancien, d'où le stade esthétique), et entre dans un processus éthique.
Le stade éthique, contrairement à ce que la connotation triviale du mot (ainsi que la tradition philosophique classique) semble indiquer constitue moins un progrès par rapport à son précédent (le stade esthétique) qu'une réaction face à l'inévitable faillite de celui-ci. Or il n'y a pas de supériorité de l'un sur l'autre, et ce, non pas du fait de l'équivalence des deux "stades", mais du fait de l'impossibilité de décider de nos dispositions intérieures.
Ce serait donc se tromper que de voir en Kierkegaard un moraliste. On parlerait, à son sujet, bien plus justement d'un chroniqueur des vicissitudes de l'âme.
Sans entrer davantage dans le détail, il faut remarquer que dès les Diapsalmata (première partie de Ou bien… ou bien), il prévient qu'il se sent « condamné à passer par toutes les expériences de l'esprit ».
Il va de soi que ceci est à comprendre comme un postulat de l'auteur, déterminant la tonalité de son entreprise philosophique : scrutant les modalités successives de son âme, il témoigne de son expérience. Mais, à la différence de bien d'autres auteurs (y compris même l'ensemble des immoralistes, Nietzsche notamment…), « la philosophie de Kierkegaard n'est pas réellement prescriptive » : si vous êtes un individu « esthétique » (un Don Juan…), sachez que vous chuterez, que votre esprit voudra reprendre maîtrise sur votre existence, érigera des normes morales et vous deviendrez « moral ». Si vous êtes un individu « éthique », si vous êtes un moralisateur, une personne qui vivez en fonction de normes de vie (que vous vous les fixiez vous-mêmes ou que vous acceptiez celles d'autrui… peu importe : l'individu éthique est, en général, celui qui nie que l'instant est auto-valant, mais vit par ses tentatives d'atteindre des objectifs et projets formalisés qui correspondent à son idée du Bien), alors sachez qu'un jour vous abandonnerez tout effort « moralisant », et passerez fatalement au troisième et dernier stade : le stade religieux.
Mais Kierkegaard ne dit ni d'adopter une morale (et encore moins laquelle adopter), ni de refuser la morale. Il ne dit pas de vivre esthétiquement, ni religieusement. Il décrit le cours obligatoire de sa vie, et en déduit, en filigrane, la structure ternaire de la vie de tout individu.

## Stade esthétique, stade éthique: essai de confrontation entre Kierkegaard et Nietzsche
On peut voir, schématiquement, deux raisons qui invitent à tracer les traits d'une comparaison entre Kierkegaard et Nietzsche : 
- une rencontre des deux auteurs sur le caractère problématique de l'articulation entre vie esthétique (vie de l'immédiateté, vie de la puissance que l'on pourrait – un peu audacieusement – rapprocher du dionysiaque chez Nietzsche) et vie éthique (vie non pas forcément austère, mais toujours : existence vécue comme « tentative vers un niveau d'existence plus parfait. » Ce qui suppose à la fois de se faire une idée du Bien vers lequel l'on doit tendre, et à la fois de supposer que l'instant présent n'a pas à être considéré comme parfait. Idée d'une forme du Bien qui préexisterait à l'action et en déterminerait les buts, concept vaguement voisin de la dialectique socratique chez Nietzsche).
- la formulation « Deviens ce que tu es », de Pindare (dans les Pythiques, 2, 72) reprise par Nietzsche et employée aussi par Kierkegaard pour définir le stade esthétique.

Si l'on fait l'hypothèse (purement didactique), sinon d'une assimilation, en tout cas d'une certaine équivalence entre les conceptions nietzschéenne et kierkegaardienne de ces deux pôles d'existence alternatifs et opposés (à savoir : d'une part, la vie immédiate, sans l'intermédiaire des projets éthiques, où le sens est donné par les sensations que procure l'action ; et d'autre part la vie médiée, où la perfectibilité doit toujours être postulée et requiert des représentations de l'idée de bien), on peut noter un accord statique entre les deux auteurs sur les deux stades (ainsi que des descriptions également défavorables de l'atonie de l'existence éthique) ; et une opposition dynamique sur l'enjeu résidant dans l'articulation de ces notions.
Si Kierkegaard se voit passer par tous les stades et traverse l'éthique comme les malades traversent une période névrotique, et donc n'y voit guère d'autre enjeu que celui d'une vie qui s'accomplit selon un schéma indérogeable, Nietzsche y voit un lieu de bataille, et sans doute l'enjeu central de toute existence : la pratique de l'éthique doit être rejetée. «Deviens ce que tu es !» est pour Nietzsche un commandement impératif : refuse de ne pas te considérer parfait en chaque instant ! (il est objectivement mauvais de se poser des questions éthiques : il est contradictoire de thématiser le bien comme objet à atteindre, et il est sain de se penser toujours optimal à un instant donné du temps…).
L'ordre est absolu chez Nietzsche, car il est illogique de ne pas se considérer comme parfait (car il est impossible d'être en un même instant comme on est et imprégné de comment-on-devrait-être).
Kierkegaard n'a pas cette prétention à invalider (pour cause d'illogisme) la démarche éthique. S'il s'accorde avec Nietzsche sur la description de l'état éthique (c'est-à-dire la thématisation, au quotidien, de l'écart qui sépare la situation de l'individu de la situation dans laquelle il devrait être), il n 'a aucune prétention à le dénoncer.
Kierkegaard et Nietzsche voient, grosso modo l'antagonisme éthique/esthétique de la même façon. Mais pour le premier il s'agit d'un passage violent, nécessaire et inéluctable, d'un moment de la vie à son suivant, quand pour le second, c'est le lieu d'un enjeu métamoral : il existe une morale transcendante, fondée notamment sur le refus des comportements illogiques, qui refuse l'existence morale.

## Mini-conclusion synthétique sur ce thème
- Nietzsche : Il existe donc un seul impératif revêtant une forme morale (c'est-à-dire posant ce qui doit être et ce qui ne doit pas être) : celui de ne pas faire de morale. Pour tout le reste, le couple bien/mal est non-pertinent.

Et la sortie de l'éthique passe par une lutte, une hygiène de l'âme consistant à revenir vers l'esthétique, à refuser de projeter de devenir autre chose que ce que l'on est déjà. Il s'agit de rebrousser chemin. Il s'agit de déconstruire cette perversion de l'esthétique, qu'est l'éthique. À la différence de Kierkegaard, Nietzsche voit donc les deux « stades » comme en concurrence, et envisage la possibilité d'un passage de l'un à l'autre.
- Kierkegaard : Il n'existe pas de morale transcendante (qui indiquerait s' il faut, ou non, vivre avec l'idée de bien et de mal) car l'individu n'a pas le choix entre la vie éthique et la vie esthétique (pas davantage qu'avec la vie religieuse). Mais il n'y a pas à s'insurger contre l'éthique, quand bien même on ne s'y sentirait pas à l'aise. (C'est un point commun des deux auteurs que de thématiser la grisaille, les lourdeurs et, en un sens, les faiblesses de l'existence éthique.)

### Nietzsche
Il invite à lutter contre le « piège » que constitue l'éthique, contre le projet illusoire que constitue le projet moral. Pour Nietzsche, il faut (il est supérieur de…) renoncer à la vie éthique (qui postule, donc, l'inutile thématisation d'un écart instantané entre ce qui est, et ce qui doit être), et il faut retourner à la vie esthétique, revenir à l'intuition première de l'existence, que l'on possédait de manière innée dès la naissance, il faut donc apprendre à reconstituer une existence esthétique, sainement immédiate, et qui rejette la vaine sophistication des plans moraux. D'un point de vue pratique, l'instauration du surhomme se faisant strictement par l'expérience directe, il rejette le progrès par le truchement des catégories morales, par le travail de compilation du cogito.
Chez Kierkegaard, on est appelé à sortir du « stade éthique »… par l'autre bout que chez Nietzsche, et de façon plus passive que chez Nietzsche : aucun retour vers l'esthétique n'est possible, et encore moins décidable, car l'éthique se construit non pas à côté de l'esthétique, mais sur les ruines de l'esthétique arrivée à son épuisement. L'éthique (la recherche de valeurs, et l'instant déterminé par des valeurs, des représentations du bien à atteindre…), comme le stade qui la précède, se terminera d'elle-même par l'entrée dans le stade religieux. Le mélancolique Kierkegaard se fait le chroniqueur des étapes que traverse l'homme dans sa construction. Arrivée à son aporie, la vie esthétique est irrémédiablement anéantie. En réaction, les projets moraux peuplent l'existence éthique qui la remplace. L'existence éthique n'est pas une concurrente de l'existence esthétique, elle est son transitoire successeur… et de même que la vie esthétique est en irrémédiable péril (Don Juan, après avoir dansé autour du gouffre finit par trébucher et sa vie, esthétique parmi toutes, s'épuise naturellement), la vie morale finit par se saturer de projets, et seule la révélation religieuse fait abandonner une vie morale où le logos est l'interminable médiation entre volonté et action. L'entrée dans la vie religieuse, chez Kierkegaard, est l'inclusion dans un cosmos, dépassant la nécessité d'ériger des normes morales.
Deviens ce que tu es est la maxime du stade esthétique (ou de la vie dionysiaque) chez l'un comme chez l'autre. Cette modalité de l'existence s'oppose la vie éthique, résumable par la formule deviens ce que tu dois être. Nietzsche y voit une faiblesse, une capitulation de l'esthétique, et cette dernière, par nature supérieure à la vie morale doit s'imposer, au sein d'un combat transcendantal. Kierkegaard, penseur de la trajectoire, ne propose rien. Il prédit la sortie naturelle de la morale, état par nature transitoire et douloureux, par la révélation religieuse.
En somme, ce que Nietzsche propose de faire survivre, Kierkegaard le sait perdu. Si l'un comme l'autre attendent la sortie de la douloureuse phase morale, le premier entend mener un combat régressif, quand l'autre attend patiemment un progrès religieux.